# Xuan Xulian
Xuan Xulian (en chino: 宣旭莲; 28 de febrero de 1998) es una deportista china que compitió en remo. Ganó dos medallas de bronce en el Campeonato Mundial de Remo, en los años 2016 y 2017, en la prueba de cuatro scull ligero.

## Palmarés internacional
| Campeonato Mundial | Campeonato Mundial        | Campeonato Mundial | Campeonato Mundial  |
| Año                | Lugar                     | Medalla            | Prueba              |
| ------------------ | ------------------------- | ------------------ | ------------------- |
| 2016               | Róterdam (Países Bajos)   | Medalla de bronce  | Cuatro scull ligero |
| 2017               | Sarasota (Estados Unidos) | Medalla de bronce  | Cuatro scull ligero |